# Бивис и Баттхед
«Би́вис и Ба́ттхед» (англ. Beavis and Butt-head) — американский анимационный телесериал для взрослых, созданный Майком Джаджем. Сериал рассказывает об одноимённых Бивисе и Баттхеде, озвученных Джаджем, паре подростков-бездельников, отличающихся апатией, умственной отсталостью, низкопробным юмором, любовью к хард-року и хеви-металу, и неспособностью привлечь противоположный пол.
Персонажи появились в двух короткометражных мультфильмах Джаджа: «Бейсбол лягушкой» и «Мир, любовь и понимание» 1992 года, которые были показаны на канале MTV в рамках анимационного сегмента Liquid Television. Телеканал MTV заказал сериал об этих персонажах, который шёл семь сезонов с 8 марта 1993 года по 28 ноября 1997 года. Сериал был возрождён восьмым сезоном, выходившим на MTV с 27 октября по 29 декабря 2011 года. Второе возрождение, состоящее из двух сезонов, состоялось на Paramount+. Премьера первого нового сезона прошла 4 августа 2022 года, второго — 20 апреля 2023 года.
Мультсериал получил широкое признание критиков за свой сатирический, язвительный взгляд на общество. Популярность сериала породила различные продолжения, включая полнометражный мультфильм «Бивис и Баттхед уделывают Америку» в 1996 году. Второй полнометражный мультфильм «Бивис и Баттхед уделывают Вселенную» вышел на Paramount+ в 2022 году.
В оригинале почти всех персонажей мужского пола озвучивает создатель мультсериала Майк Джадж. На русском языке всех персонажей мультфильма озвучивал Сергей Чонишвили, привнёсший также прозвища героев «Баклан» и «Пельмень».

## Сюжет
Мультсериал повествует о жизни двух слабоумных подростков — Бивиса и Баттхеда, которые живут в вымышленном городке Хайленд, Техас. Они посещают среднюю школу, где учителя и директор зачастую оказываются в растерянности от их выходок и глупости. Каждый день они влипают в смешные, нелепые, а порой и опасные для их жизни ситуации, но каждый раз выходят сухими из воды. Бивис и Баттхед каждый день жаждут новых приключений и любви, поэтому они пытаются познакомиться с симпатичными девушками и даже пытаются флиртовать с ними. На любовном фронте парням не везёт, зато их жизнь — это одно сплошное сумасшедшее приключение. Баттхед лидер в этой парочке, он постоянно ругает Бивиса и в то же время является его духовным наставником. Бивис и Баттхед подрабатывают в «Мире бургеров», правда, их работа приносит одни только убытки. В свободное же время парни сидят на диване и обсуждают видеоклипы панк-групп и не только. У парней есть идеал для подражания — местный авторитет Тодд, потому что у него есть тачка и девушки, но при этом, сам Тодд относится к ним пренебрежительно и часто их избивает и унижает.
Для их соседа Андерсона эта неугомонная парочка — настоящее наказание, ведь он страдает склерозом и не может вспомнить их лица и предыдущие проделки. Поэтому он периодически просит их о помощи ему в саду, сходить в магазин, навести порядок дома и т. д. Парни с радостью берутся за поручения, но их помощь — это одно сплошное вредительство.

## Список эпизодов
| Сезон | Сезон    | Серий | Показы           | Показы           |
| Сезон | Сезон    | Серий | Первый эпизод    | Последний эпизод |
| ----- | -------- | ----- | ---------------- | ---------------- |
|       | Пилотные | 2     | 22 сентября 1992 | 17 ноября 1992   |
|       | 1        | 3     | 8 марта 1993     | 25 марта 1993    |
|       | 2        | 26    | 17 мая 1993      | 15 июля 1993     |
|       | 3        | 31    | 6 сентября 1993  | 5 марта 1994     |
|       | 4        | 32    | 14 марта 1994    | 19 июля 1994     |
|       | 5        | 50    | 31 октября 1994  | 12 октября 1995  |
|       | 6        | 20    | 31 октября 1995  | 7 марта 1996     |
|       | 7        | 41    | 26 января 1997   | 28 ноября 1997   |
|       | 8        | 22    | 27 октября 2011  | 29 декабря 2011  |
|       | 9        | 23    | 4 августа 2022   | 13 октября 2022  |
|       | 10       | 24    | 20 апреля 2023   | 29 июня 2023     |
|       | 11       |       | 3 сентября 2025  |                  |

## Трансляция
В США шоу выходило в эфир с 8 марта 1993 года по 28 ноября 1997 года на MTV.
В странах СНГ и Прибалтики сериал транслировался с 1993 по 1998 год на MTV Europe, потом на MTV Russia с 1998 по 2005 год и c 2013 года вновь начались повторы. А также с 1994 по 1997 год, затем с 2007 по 2014 год на телеканале 2х2.

### 8 сезон
Летом 2010 года появилась информация о том, что Майк Джадж возрождает сериал и заканчивает работу над 20 новыми сериями. А в феврале 2011 канал MTV пообещал, что продолжение сериала выйдет на экраны уже летом. Однако премьера нового сезона немного задержалась и состоялась 27 октября 2011 года.
В 8 сезоне было выпущено 22 серии. В новых сериях герои не повзрослели, хотя такая идея была (и даже сделать их 60-летними). Несмотря на то, что прошло 14 лет, в мультсериале практически всё осталось прежним — авторы решили, что ремейк мог бы всё испортить, ведь фанаты ждали Бивиса и Баттхеда именно такими, какими они исчезли в 1997 году. В новых сериях уже нет Дарьи Моргендорфер, поскольку она в посвящённом ей мультсериале уехала в Лондейл. Герои всё так же часто смотрят телевизор, но теперь реже видеоклипы и больше реалити-шоу MTV, такие как «Jersey Shore» («Пляж»), «True Life» («Правда жизни»), «16 and Pregnant» («Беременна в 16») или «Teen Mom» («Дочки-матери»). Также в доме Бивиса и Баттхеда теперь новый телевизор и, наконец, показана кухня. В новых сериях немного изменена озвучка, но в целом она осталась на привычном уровне MTV. Сохранив старый стиль рисовки, авторы сделали её более аккуратной, линии теперь качественные и тонкие, а покраска ровная и яркая.
В сериале возник временной парадокс: поскольку прошло 14 лет — мир вокруг Бивиса и Баттхеда изменился, они обсуждают современные клипы и передачи, появились компьютеры и мобильные телефоны, но возраст всех персонажей сериала остался прежним.

### 9-11 сезоны
Летом 2020 года стало известно, что автор сериала Майк Джадж занимается перезапуском своего проекта, где займётся сценарием и озвучкой. Новые серии должны были выйти на телеканале Comedy Central, который заказал два сезона. Джадж также заявил, что во время перезапуска будут затронуты современные темы и проблемы, но сериал останется актуальным и для старых фанатов. Премьера ожидалась в середине 2021 года, но не состоялась. Новый сезон начался на Paramount+ 4 августа 2022 года. 10 сезон начался на Paramount+ 20 апреля 2023 года. В июне 2024 года стало известно, что мультсериал переезжает на Comedy Central. В конце июля 2025 года стало известно, что новый сезон начнётся 3 сентября.

## Персонажи
Бивис и Баттхед — антигерои, два американских подростка из вымышленного города Хайленд (Техас) и главные герои мультсериала. Оба являются антисоциальными личностями, у которых отсутствует социализация и всякая продуктивная деятельность. Оба не испытывают эмпатии и не имеют моральных скреп, даже касательно друг друга, хотя позиционируются как лучшие друзья.
В их жизни имеется только три интереса — тяжёлая музыка (хеви-метал и хард-рок), секс и насилие. Таким же ограниченным является и их свободное время (фактически всё время) — телевизор, чипсы (начос), а также абсолютно тщетные попытки добиться интимной близости с девушками и разбогатеть. Живут бедно, наживаются благодаря работе в ресторане «Мир бургеров», мелкому воровству и копаниям в мусоре.
Бивис обычно носит синюю футболку с надписью «Metallica» (в некоторых ранних эпизодах надпись на футболке «Slayer»), а Баттхед, как правило, одет в серую футболку с надписью «AC/DC». Позже надписи на футболках были изменены на название вымышленных групп «Skull» и «Death Rock», однако затем (в последнем 8 сезоне) названия «Metallica» и «AC/DC» были возвращены.
В полнометражном мультфильме «Бивис и Баттхед уделывают Америку» они встретились с двумя бродягами: толстым и худым. Те рассказали, что в прошлом обслуживали группу Mötley Crüe на гастролях, а когда заезжали в Хайленд (родной город Бивиса и Баттхеда), они переспали с двумя проститутками. При этом бродяги внешним видом и манерой общаться напоминают Бивиса и Баттхеда, из чего можно сделать вывод, что это отцы главных героев. При анализе ДНК, использовав образцы из банка спермы, полиция выяснила, что они являются отцами Бивиса и Баттхеда.
Бивис и Баттхед имеют склонность к употреблению психоактивных веществ. В некоторых ранних эпизодах развлекаются, нюхая клей и краску. В серии «Sick» Бивис берёт в рот лягушку с целью достижения галлюциногенного эффекта (по-видимому, путая её с американской колорадской жабой, кожа и яд которых содержит психоактивные вещества). В серии «Buy Beer» Бивис и Баттхед хотят напиться пивом с целью опьянения, но купленное ими пиво оказывается безалкогольным. В 4-й серии 1-го сезона (эпизод «Balloon») они решили дунуть газа из воздушных шаров с целью получения наркотического эффекта, но в шарах был гелий.
Бивис и Баттхед учатся в 9 классе Хайлендской старшей школы (англ. Highland High School). Их низкий уровень интеллектуального развития приводит к переводу в более ранние классы вплоть до детского сада в серии «Held Back», но вскоре они оказываются настолько надоедливыми и докучливыми, что директор этого учреждения передаёт их обратно в Highland High School.
| Бивис              | Имеет прогению (выступающую нижнюю челюсть), взгляд направлен в одну точку. Лицо чаще всего изображено в профиль. Бивис хрюкает, когда смеётся, обладает визгливым голосом, а также часто ковыряет в носу. Из них двоих он самый возбудимый и постоянно теряет связь с реальностью. Оптимист. Очевидно, что Бивис, — самый тупой персонаж мультсериала. Он совершенно не способен нормально мыслить и вдобавок к этому рассеянный — может забыть, за чем послал его Баттхед минуту назад. Бивис любит фантазировать о своих давних сексуальных контактах, но Баттхед обычно уличает его во лжи. В одной из серий («At the Movies») Бивис, комментируя клип, говорит, что он ирландец. В сериале ему часто приходится испытывать физическую боль, причиняемую ему приятелем Баттхедом и другими персонажами. Из серий становится очевидно, что Бивис находится под сильным влиянием Баттхеда, это подтверждается в серии «It’s a Miserable Life», где в альтернативной реальности без существования Баттхеда Бивис дружит со Стюартом и не занимается вредительством. В некоторых сериях большое количество шоколада и газированной воды, а также болеутоляющего вызывает пробуждение его второго я, или альтер эго — Великий Кукурузо (Great Cornholio). Во время таких помутнений Бивис натягивает футболку на голову и начинает говорить с псевдо-испанским акцентом. В основном, он изводит окружающих бесконечной фразой «Мне нужна бумага для моей кукурузины» и прочим бессмысленным бредом. По словам Майка Джаджа, Бивис был назван в честь Бобби Бивиса, парня, который жил по соседству с Джаджем в колледже. Также он сообщил, что с характером настоящего Бивиса мультперсонаж не имеет ничего общего. |
| Баттхед            | Носит зубные брекеты, всё время щурится, имеет крючковатый нос. Его верхняя десна выпирает из-под верхней губы. Говорит Баттхед гнусаво, подростково-низким голосом и слегка шепелявит. Почти каждую фразу он начинает с затяжного «Э-э-э-э…», а заканчивает смехом «Эх-хе-хе-хе». Спокойному и в то же время более наглому Баттхеду абсолютно не присуща сообразительность, но тем не менее, он часто рассуждает и раздаёт советы на самые разные темы. И хотя это почти всегда абсолютная нелепость, Баттхед делает это с видом «бывалого». При весьма нечастом общении с девушками Баттхед слишком колеблется, и волнуясь, перегибает палку. Когда приближается «тёлка», Баттхеда хватает только на фразу «Эй, крошка! Приди к Баттхеду!». В дуэте он явно доминирует над Бивисом, что проявляется в регулярном оскорблении приятеля и отвешивании ему оплеух (за исключением случаев, если Бивису удаётся ударить Баттхеда в пах). Создатель Майк Джадж заявил, что идея имени «Баттхед» родилась в детстве, когда он был знаком с двумя людьми, одного из которых звали «Железнозадый» («Iron Butt»; за то, что он регулярно просил других людей дать ему под зад, тем самым демонстрируя свою силу), а другого «Батт-Хед» (от англ. butt — жопа и head — голова, буквально: «Жопоголовый»). |
| Том Андерсон       | Старый близорукий сосед Бивиса и Баттхеда. За небольшое денежное вознаграждение часто просит их помочь ему в быту (сделать уборку или сходить в магазин), что приводит к уничтожению его двора, дома, потере денег и личного имущества. Из-за плохого зрения и небольшого старческого слабоумия Андерсон никогда не узнаёт этих двоих и не помнит их имена. Он служил в десантных войсках во время Второй мировой войны и войны в Корее (о чём он упоминает в 11 серии 2 сезона — «Помыть собаку»). Его образ впоследствии оказал большое влияние на внешность и голос персонажа Хэнка Хилла из мультсериала «Царь горы», так как и Андерсон и Хилл были срисованы с одного человека, известного Джаджу в молодости. |
| Марджи Андерсон    | Пожилая супруга Тома Андерсона (её имя прозвучало всего один раз, в полнометражном фильме). В серии «Here Comes the Bride’s Butt» Том говорит, что знаком с ней ещё со школы. Марджи домохозяйка, но редко помогает Тому по работе в саду. Как и Том, страдает небольшим старческим слабоумием и никогда не узнаёт Бивиса и Батхеда. В сериале появляется намного реже Тома, самая значительная её роль — в полнометражном фильме. |
| Дэвид ван Дриссен  | Учитель в Highland High School, и, вероятно, единственный человек, которого Бивис и Баттхед действительно интересуют. Ван Дриссен — добрый, интеллигентный хиппи с мягким характером и обладающий бесконечным терпением. Его постоянные попытки научить эту парочку хоть чему-нибудь кончаются крахом, так как те всегда всё воспринимают по-своему. Хиппи Ван Дриссен любит играть на своей акустической гитаре, что как-то раз по вине Бивиса и Баттхеда чуть не закончилось для него серьёзными увечьями. Ван Дриссен преподаёт уроки по биологии, рисованию, экономике, медицине, истории и литературе. |
| Брэдли Баззкат     | Ещё один из учителей этой парочки, полная противоположность Ван Дриссену. Жёсткий, циничный и вспыльчивый. Баззкат — ветеран морской пехоты, участник Вьетнамской войны и Войны в Заливе, типичный военный. Очень напоминает по характеру сержанта Хартмана из фильма «Цельнометаллическая оболочка» Кубрика. Обладая маниакальной страстью к порядку, он ненавидит Бивиса и Баттхеда больше, чем любой другой персонаж. Иногда он подменяет других учителей, но чаще всего ведёт уроки физкультуры. Баззкат постоянно орёт на Бивиса и Баттхеда и даже бьёт их, хотя однажды и защитил от разъярённого менеджера по продажам, который посетил школу с целью привить юному американскому поколению торгашеские навыки. Считает, что бить своих учеников может только он. |
| Директор МакВикер  | Директор Highland High School и один из самых ярых ненавистников Бивиса и Баттхеда. Своим поведением они довели его до нервного тика и заикания. В рождественской серии рассказывается, что МакВикер облысел с горя и перенёс инфаркт, когда Бивис и Баттхед сорвали рождественское выступление. Многие эпизоды начинаются с того, что МакВикер распекает Бивиса и Баттхеда в своём кабинете. За глаза они называют его «Мистер МакЧленир»/«МакСсыкер» (англ. Mr. McDicker, dick — половой член). Однако ему даже удаётся отомстить этим двоим (серия «Wet Behind the Rears»). В последней серии седьмого сезона под названием «Бивис и Баттхед мертвы» («Beavis and Butt-head Are Dead»), после известия о «смерти» парочки у него впервые прекращаются заикания и нервная дрожь. Но когда на своих похоронах они появляются живые, у МакВикера случается второй инфаркт. В эпизоде «Бивис и Баттхед делают Рождество» был изображён в мечтах Бивиса в роли его подчинённого — кухонного работника в ресторане быстрого питания «Мир Бургеров». |
| Дарья Моргендорфер | Дарья — саркастичная, предположительно любящая арт-рок и не пользующаяся популярностью у мальчиков зубрила-очкарик в тяжёлых военных ботинках, одноклассница Бивиса и Баттхеда. Будучи умной и проницательной, она одна из немногих, кто видит этих двоих теми, кем они действительно являются. Хотя Дарья частенько уязвляет их по поводу крайне низкого интеллекта, иногда она предлагает помощь и дельный совет. Парочка дразнит Дарью «Диареей» и приветствуют её словами «Диарея, ча-ча-ча», но однажды они назвали её «клёвой» за то, что она задала острый вопрос президенту Клинтону во время школьного собрания. Позднее Дарье был посвящён одноимённый сериал, являющийся спин-оффом сериала «Бивис и Баттхед» |
| Тодд Януччи        | Тодду двадцать с чем-то лет, он местная великовозрастная шпана. Ездит на сильно побитом автомобиле зелёного цвета. Бивис и Баттхед пытаются ему подражать и мечтают попасть в его «банду». Тодд относится к ним свысока, постоянно издевается над ними или использует их, когда ему что-либо нужно, например, деньги на бензин. При этом он пренебрежительно называет Бивиса и Баттхеда «девочками». Из эпизода «Паровой каток» («Steamroller») можно узнать, что Тодд когда-то бросил школу. |
| Стюарт Стивенсон   | Пухлый низкорослый «ботаник» и маменькин сынок, одноклассник Бивиса и Баттхеда. Он пытается быть похожим на них и верит в то, что они его лучшие друзья. Обычно носит чёрную футболку с надписью «Winger» (вероятно, поэтому Бивис и Баттхед считают полупопсовый Winger «группой для слабаков»). В действительности Бивиса и Баттхеда Стюарт мало волнует; они относятся к нему так же, как к ним относится Тодд. Из-за того, что Стюарт пытается тусоваться с этой парочкой, ему постоянно достаются все шишки. |
| Мистер Стивенсон   | Отец Стюарта Стивенсона. Преподаватель в Highland High School и, как большинство других учителей, страдает от выходок Бивиса и Батхеда. Судя по серии «Банк спермы», после рождения сына начал страдать половыми проблемами. В отличие от его супруги, имеет более жёсткий характер и часто наказывает сына — в основном за то, в чём на самом деле виноваты Бивис и Баттхед. |
| Миссис Стивенсон   | Мать Стюарта Стивенсона. Очень добродушная, заботливая мать души не чает в своём сыне, поэтому Стюарт стал избалованным. По характеру она во многом похожа на Лиэн Картман из мультсериала South Park. |

## Игры
- 1994 — Beavis and Butt-head (Sega Game Gear, Sega Mega Drive/Genesis, SNES, Game Boy)
- 1995 — Beavis and Butt-head in Virtual Stupidity (PC, PlayStation)
- 1996 — Beavis and Butt-head in Calling All Dorks (PC)
- 1996 — Beavis and Butt-head in Wiener Takes All (PC)
- 1996 — Beavis and Butt-head in Little Thingies (PC)
- 1997 — Beavis and Butt-head in Screen Wreckers (PC)
- 1998 — Beavis and Butt-head: Bunghole in One (PC)
- 1999 — Beavis and Butt-head Do U. (PC)

## Восприятие

### Критика и влияние
Зрители и критики давали сериалу с начала его выпуска либо положительные, либо отрицательные отзывы за грубый юмор и критику современного американского общества. Сериал стал объектом критики среди таких консервативных деятелей, как Майкл Медвед, Дэвид Леттерман и другие. Журнал National Review назвал мультсериал подрывным средством общественной критики и умной комедией. Сам сериал стал очень популярным среди молодёжи, так называемого поколения Х в США и за её пределами и по праву может называться классикой 90-х годов. Трей Паркер и Мэтт Стоун перед созданием сериала «Южный Парк» были вдохновлены похождениями Бивиса и Баттхеда и даже общались с их создателями. В 6 серии 10 сезона Симпсонов, Эйб и Джаспер изображают Баттхеда и Бивиса сидя в парке на скамейке.
Дон Тобин, критик журнала The Boston Phoenix в своей статье 1997 года раскритиковал сериал, отметив его юмор в последующих сериях деградирующим, сказав, что разработчики позже решили, что зрители должны смеяться от самых незначительных вещей. В том же 1997 году Тед Дроздовский, критик того же журнала назвал сериал само-пародией. Майк Джадж, режиссёр и автор сериала сам раскритиковал анимацию первого сезона, и особенно первых двух серий, назвал их «ужасными», не понимая, как сериал тогда умудрился понравиться стольким людям.
В 2005 году TV Guide составил рейтинг самых известных цитат из телевидения, поместив смех двух главных героев на 66 место. В 2012 году TV Guide поместила Бивиса и Баттхеда в список 60 самых известных сериалов всех времён.

### Скандалы и обвинения
Среди противников распространено мнение, что сериал вредит психике несовершеннолетних и побуждает к агрессии, совершению неадекватных действий. В частности сериал обвинили в гибели двухлетней девочки в 1993 году, чей пятилетний брат решил поджечь дом, что привело к смерти девочки. После случившейся трагедии показ сериала был временно приостановлен. Мать девочки утверждала, что на такой поступок её сына подвиг сериал о Бивисе и Баттхеде, где присутствовали сцены с огнём, однако соседи утверждали, что у потерпевшей семьи не было телевизора.
В результате было решено исключить из сериала все сцены с огнём. А любимая фраза Бивиса — Fire! Fire! (Огонь! Огонь!) была изменена на Fryer! Fryer! или Liar! Liar!. Из телевидения было также решено исключить серию, где человек из музыкального клипа бежит в горящей одежде. Однако в новых сериях, выпускаемых с 2011 года, было решено исключить цензуру со словом на огонь. Только во время первой серии слово «огонь» было сказано героями 7 раз.
Сериал также обвиняли в пропаганде жестокого обращения с животными. В частности, через 5 дней после выпуска серии, где Бивис предлагал засунуть кошке в зад петарду и поджечь, была действительно найдена убитая петардой кошка. Дик Циммерман, 44-летний репортёр, объявил, что даст пять тысяч долларов тому, кто найдёт виновных, и создал петицию на запрет сериала, которую подписали 4000 человек.